# Альфредо Овандо Кандіа
Альфредо Овандо Кандіа (ісп. Alfredo Ovando Candia; 5 квітня 1918 — 24 січня 1982) — болівійський військовий та політичний діяч. Генерал. Начальник генерального штабу, головнокомандувач збройних сил Болівії, президент країни у 1969—1970 роках.

## Біографія
Альфредо Овандо Кандіа народився 5 квітня 1918 року в місті Кобіха (ісп. Cobija, департамент Пандо, Болівія. Здобував освіту у столичному коледжі «Аякуччо» та у військовому коледжі, який закінчив з відзнакою. У 1934–1935 роках у складі болівійської армії брав участь у Чакській війні проти Парагваю. 1936 року вступив до військової академії, після закінчення якої 1939 року займав різні пости в болівійській армії, викладав у військовому коледжі, де здобув звання професора.
У квітні 1952 року Овандо підтримав загальне повстання, яке привело до влади партію Революційний націоналістичний рух. Керував відновленням знищених у квітневих боях збройних сил країни, того ж року йому присвоєно звання дивізійного генерала. Займав пост начальника генерального штабу, а з 1962 — головнокомандувача збройних сил Болівії.

### У боротьбі за владу
Коли 3 листопада 1964 року в місті Кочабамба 7-а дивізія повстала проти непопулярного президента Віктора Паса Естенсоро, а її підтримали інші військові частини, Овандо Кандіа зажадав від президента залишити пост. Наступного дня Віктор Пас вилетів до Перу, а генерал Овандо прийняв керівництво військовою урядовою хунтою. Однак на владу претендував колишній віцепрезидент генерал Рене Барр'єнтос, який був впливовою політичною фігурою, й 5 листопада Альфредо Овандо призначив його співголовою хунти. 6 листопада вони анулювали конституцію 1961 року та відновили дію конституції 1945 з поправками 1947 року. Ситуація складалась так, що досвідчений Барр'єнтос контролював тільки ВПС Болівії, а генерал Овандо, який раніше з політикою зв'язаним не був, — всю сухопутну армію країни.
Оскільки ніхто з них не міг взяти гору, а Альфредо Овандо владою поступатись не збирався, генералам довелось іти на компроміси. 31 грудня 1965 року хунта оголосила про проведення в липні наступного року загальних виборів, на яких урядовим кандидатом мав виступити Рене Барр'єнтос.

### Тимчасовий президент
4 січня 1966 року генерал Овандо зайняв пост тимчасового президента країни. На цьому посту Альфредо Овандо гарантував перемогу Барр'єнтоса на виборах 3 липня 1966 року. Напередодні виборів він увів до шахтарського центру міста Оруро 2-у піхотну дивізію, а до сільської місцевості були відряджені мобільні загони урядового блоку Болівійський революційний фронт і Болівійської соціалістичної фаланги. Міжнародні спостерігачі зафіксували масу серйозних зловживань — знищення бюлетенів, залякування виборців, фальсифікацію результатів голосування. Генерал Рене Барр'єнтос отримав більшість голосів, й Овандо 6 серпня 1966 року передав йому владу як конституційно обраному президенту.

### На чолі армії. Епопея Че Гевари
Поступившись постом президента Барр'єнтосу, Альфредо Овандо залишився головнокомандувачем збройними силами Болівії. Суперництво двох лідерів країни тривало і за такого розподілу постів — болівійська преса відкрито писала, що генерал Овандо невдоволений станом справ і в будь-який момент може усунути Барр'єнтоса. Начальник генерального штабу армії полковник Маркос Васкес Семпертегі виступив із заявою, що у разі захоплення влади генералом Овандо він виступить проти нього. За деякий час Овандо усунув Васкеса з його посту, призначивши новим начальником генерального штабу генерал-майора Хуана Хосе Торреса.
Однак невдовзі розбіжності Овандо й Барр'єнтоса відійшли на другий план. 23 березня 1967 року загін Ернесто Че Гевари — Армія національного визволення — здійснив першу бойову операцію проти урядової армії, убивши 6 та взявши у полон 14 військовослужбовців. Зі штабу 4-ї дивізії в Камірі про це повідомили начальнику генерального штабу Торресу, а той доповів Овандо й начальнику військової розвідки Федеріко Аране. Генерал Овандо як головнокомандувач узяв на себе керівництво операціями проти партизан, кинувши на пошуки загону 4-у дивізію (штаб в Камірі) та 8-у дивізію (штаб у Санта-Крусі) болівійської армії.
10 квітня загін Че Гевари знову став до бою з армією, атакувавши із засідки дві військові колони. Болівійська армія втратила 10 чоловік убитими й 30 полоненими.
Подальші успішні напади партизан на армійські частини відбулись 8 і 30 травня, проте загін Че Гевари, що розділився на дві частини та не мав підтримки населення, був приречений.

### «Ніч Святого Хуана»
Сутички армії з партизанами збіглися з масовим невдоволенням болівійських шахтарів, які протестували проти низької зарплатні, поганого харчування та постачання. За умов партизанської війни, що почалась, про масштаби якої влада ще не могла отримати точну інформацію, генерал Овандо як головнокомандувач збройними силами віддав армії наказ зайняти копальні й шахтарські селища Катаві й Сігло ХХ. У ніч на 25 червня 1967 року, відому в Болівії як «ніч Сан-Хуана», армія захопила селища, розгорнувши репресії проти шахтарів. Було розстріляно 20 чоловік, 70 чоловік поранено. Генерал Овандо в заяві від 1 липня виправдовував цю акцію тим, що шахтарі готували напади на казарми, а президент Барр'єнтос узяв на себе всю відповідальність за те, що сталось, однак це не переконало опозицію. «Ніч Святого-Хуана» стала предметом розслідування в Національному конгресі й була засуджена як політичними партіями, так і католицькою церквою. Представник Націоналістичного революційного руху Лема Пелаес назвав її «одним із найжорстокіших злочинів, відомих в історії країни».

### Овандо й Че Гевара
«Ніч Святого Хуана» не зблизила партизан Че Гевари з болівійськими лівими, й армія під командуванням Альфредо Овандо продовжила пошук кубинців у джунглях департаментів Чукісака і Санта-Крус. Для ліквідації загону «Хоакіна», що відокремився від загону Че Гевари, болівійське командування розробило операцію «Парабаньйо» й кинуло на його пошуки авіацію та частини 4-ї і 8-ї дивізій. 31 серпня загін було знищено на переправі Ієсо. 8 жовтня 1967 року в улоговині Кебрада де Юро були знищені й рештки загону Че Гевари, а самого його взято в полон. На світанку 9 жовтня генерал Альфредо Овандо у супроводі полковника Хоакіна Сентено Анайї та контр-адмірала Угартече прибув до селища Ігера, де утримувався Че Гевара. Після тривалих радіоперемовин з президентом Барр'єнтосом вони прийняли рішення про розстріл в'язня. Прийшовши до влади 1969 року Альфредо Овандо заявляв, що рішення про розстріл Че Гевари цілком лежить на сумлінні Барр'єнтоса, і що він сам виступав проти такого рішення.

### Перед поверненням до влади
Суперництво між президентом Барр'єнтосом і головнокомандувачем Овандо знову почало зростати після того, як у серпні 1968 року колишній начальник генерального штабу полковник Маркос Васкес спробував скинути обох. Спроба перевороту провалилась, однак Барр'єнтос втратив довіру до Овандо й почав формувати «об'єднані пересувні загони з охорони порядку й розвитку». Їхнім завданням Барр'єнтос оголосив боротьбу з партизанським рухом, однак насправді вони мали стати гарантією його безпеки. Відносини між двома генералами ще більше погіршились, але вони домовились, що Овандо займе пост президента після виборів 1970 року.
Коли 27 квітня 1969 року вертоліт президента Барр'єнтоса за нез'ясованих обставин розбився під час приземлення на аеродромі в Кочабамбі, генерал Овандо перебував у Вашингтоні (США) за запрошенням генерала Вільяма Вестморленда. Він негайно перервав візит та повернувся в Ла-Пас, але присягу як президент уже склав Луїс Адольфо Сілес Салінас. Це спричинило неприховане невдоволення Овандо, який заявив, що якщо Сілес відійде від «революційного курсу», то він усуне президента.
На початку травня 1969 року, після двох тижнів конфлікту Сілеса й Овандо, обидва зустрілись за «дружньою вечерею» і домовились. Після цього військове командування поширило заяву, в якій висловлювалась підтримка новому президенту, а Сілес Салінас провів прес-конференцію та заявив, що не варто більше торкатись цього «неприємного епізоду». Однак перемир'я було крихким. 21 липня 1969 року журнал «Newsweek» зазначав, що у керівництві болівійської армії дуже багато невдоволених політикою президента Сілеса, й вони бажали б замінити його на генерала Овандо. У ті ж дні, коли почалась підготовка до нових виборів, генерала Овандо називали як майбутнього кандидата в президенти. У вересні прибічники покійного Барр'єнтоса на чолі з полковником Лечіном склали змову з метою усунення як Сілеса Салінаса, так і Овандо, однак останній їх випередив.

## Президент Болівії

### «Національна революція»
26 вересня 1969 року генерал Альфредо Овандо Кандіа здійснив військовий переворот та рішенням об'єднаного командування трьох родів військ був призначений президентом Болівії. У посланні до народу він заявив, що пропонує «народну, націоналістичну та революційну політику». «Нам потрібна і ми вимагаємо від імені Болівії енергійної підтримки робітників, селян, студентів, середніх шарів, які так довго чекали на здійснення своїх мрій і задоволення своїх потреб». Того ж дня було опубліковано «Революційний мандат збройних сил».
До грудня 1969 року уряд Овандо запровадив державну монополію на експорт мінеральної сировини, зобов'язав експортерів передавати державі валюту, запровадив податок у 25 % на прибутки гірськорудних компаній США, скасував невигідний для країни нафтовий кодекс і скасував декрет № 07822 від листопада 1966 року, що ліквідував свободу профспілок. 16 жовтня Альфредо Овандо видав декрет № 08956, яким націоналізував власність нафтової компанії США «Болівієн галф ойл». 17 жовтня був оголошений «Днем національної гідності Болівії». На початку листопада Овандо вивів армію з гірськорудних центрів і шахтарських селищ. Була легалізована Комуністична партія Болівії. 16 листопада 1969 року Овандо відновив дипломатичні відносини з СРСР і країни обмінялись послами. Овандо залучив до уряду молодих інтелектуалів Хосе Ортіса Меркадо, Едгара Камачо, Оскара Боніфаса, Марсело Кірогу Санта-Круса, Антоніо Санчеса Лосаду. Його підтримали деякі члени Революційного націоналістичного руху та християнські демократи.

### Опозиція
При цьому адміністрацію Овандо критикували різноманітні сили. В опозиції до режиму опинились і Соціал-демократична партія Сілеса Салінаса, і РНР Віктора Паса, і радикальна права Болівійська соціалістична фаланга. У грудні 1969 року Болівію відвідав американський сенатор Пет Голт, який потім подав секретну доповідь комісії із закордонних справ Сенату США. Голт стверджував, що «в Болівії спостерігається явна тенденція до створення крайнього лівого, націоналістичного та, можливо, комуністичного уряду» й рекомендував «переконати Овандо замінити деяких найбільш екстремістських членів його кабінету». Пізніше, 14 вересня 1970 року болівійська газета «Presencia» (Ла-Пас) стверджувала, що після цієї доповіді у США було розроблено план «Голт» із дестабілізації режиму генерала Овандо за допомогою економічної блокади й падіння світових цін на олово. У травні 1970 року праве крило армії домоглось від Овандо виходу у відставку міністра гірськорудної та нафтової промисловості Марсело Кіроги Санта-Круса, який наполягав на націоналізації природних ресурсі Болівії. У липні праві військові на чолі з командувачем сухопутними військами генералом Рохеліо Мірандою домоглись відставки головнокомандувача збройними силами генерала Хуана Хосе Торреса, відомого своїми лівими поглядами.

### Профспілкові конгреси й конфлікт із профспілками
XIV конгрес гірників Болівії, що відбувся у квітні 1970 року й травневий IV Національний конгрес профспілок Болівії, в роботі яких відкрито брали участь представники лівих партій, в тому числі й комуністи, які вперше у своїй історії проголосили за кінцеву мету своєї боротьби будівництво в Болівії соціалістичного суспільства. Представник партії Лівий націоналістичний революційний рух Хуан Лечін, пішовши на компроміс із правими партіями, очолив Болівійський робітничий центр. Президент Овандо і головнокомандувач армією Торрес виступили із засудженням рішень обох конгресів та заявили, що Болівія не готова до встановлення соціалізму. Овандо назвав позицію конгресу профспілок «антинаціональною», а міністр внутрішніх справ полковник Хуан Айороа виступив з прямими погрозами на адресу профспілок. «Революція» генерала Овандо не здобула визнання у профспілковому середовищі, а уряд Овандо тепер не міг розраховувати на підтримку профспілок, які мали величезний вплив.

### «Університетська революція»
Одночасно зростав тиск на уряд з боку лівих сил. В країні розгорнулась так звана «Університетська революція». Якщо майже половина ректорів університетів Болівії дотримувались лівих поглядів, то основна маса студентів перебувала під впливом крайніх лівих організацій — Лівого революційного руху, Революційної християнсько-демократичної партії і створеної послідовниками ідей Мао Цзедуна «паралельної» Компартії Болівії. У червні 1970 року, після убивства студентських лідерів Дженні Келлер та Ельмо Каталана університетами країни прокотились студентські заворушення, багато студентських вожаків закликали до збройної боротьби проти уряду Овандо. Сам президент виступив зі спеціальною заявою, звинувачуючи анархістів у спробі створити умови для його усунення. У липні збройні загони Болівійської соціалістичної фаланги за згоди армії захопили столичний університет й утримували його цілий тиждень. Одночасно праві кола армії домоглись від Овандо відставки лівоналаштованого міністра інформації Альберто Байлея.

### Армія національного визволення. Привид Че Гевари
Не встигла вщухнути хвиля «Студентської революції», як у липні 1970 року відновила партизанські дії заснована Че Геварою Армія національного визволення на чолі з Чато Передо. Партизани захопили селище Теопонте й узяли в заручники кількох спеціалістів з ФРН. В обмін на них АНВ зажадала видачі всіх захоплених за Барр'єнтоса соратників Че Гевари. Альфредо Овандо запровадив у країні надзвичайний стан, знову кинув армію на придушення осередків повстанців й оголосив військовою зоною три провінції. В серпні партизанський рух, в якому брали участь близько 100 чоловік, в основному студентів з лівого крила Християнсько-демократичної партії, було придушено, 40 полонених було розстріляно.

### Конфлікт у збройних силах та усунення Овандо
Овандо втрачав підтримку — лівонаціоналістичні кола вважали його диктатором та убивцею Че Гевари, а армійські офіцери, які воювали з партизанами Че Гевари, — просто зрадником. Командувач сухопутними військами генерал Рохеліо Міранда і праві партії у серпні 1970 року почали кампанію з вимогами відмови від лівих лозунгів й жорсткого наведення порядку в країні. Одночасно Міранда та відправлений у відставку генерал Торрес влаштували у ЗМІ дискусію, висловлюючи свої погляди на ситуацію і на роль армії. Міністр внутрішніх справ полковник Айороа закрив газету «La Prensa». Яка мала ліву репутацію. На початку вересня праві організації Конфедерація національної оборони, Антикомуністична ліга, Громадянська революційна гвардія та Союз ветеранів війни в Чако за підтримки МВС провели в Ла-Пасе маніфестацію з протестом проти «кастро-комунізму» і знайшли деяку підтримку серед населення. У відповідь ліві почали створювати комітети захисту революції. Овандо кинув поліцію та армію проти лівих демонстрантів у Ла-Пасі, Оруро, Кочабамбі й Санта-Крусі, що призвело до кровопролиття. Він запровадив закон, що дозволяв заслати з країни за 24 години будь-якого іноземця, якого буде запідозрено в «антиурядовій» діяльності. На підставі цього закону влада заарештувала й вислала з країни навіть групу католицьких священиків. Голодування тепер було кваліфіковано як карний злочин.
Однак ці заходи не посилили режим генерала Овандо. 14 вересня колишній міністр інформації Альберто Байлей заявив у газеті «Presencia», що ЦРУ готує в країні переворот. 25 вересня дійшлло до того, що газети опублікували звернення відставних генералів та вищих офіцерів з вимогами усунення Овандо й повернення до демократичного правління. Президент Альфредо Овандо скликав екстрену закриту нараду командування армією та подав у відставку, але її не прийняли. 4 жовтня, коли Овандо здійснював поїздку в Санта-Крус, командувач сухопутними військами генерал Рохеліо Міранда заявив про непокору президенту й зажадав його відставки. Альфредо Овандо цього разу не захотів здаватись, повернувся до столиці та змістив Міранду з його посту. Дводенні перемовини не дали результатів — у країні назрівав збройний конфлікт між двома армійськими угрупуваннями.
6 жовтня 1970 року міністр інформації Карлос Карраско заявив, що президент Альфредо Овандо Кандіа подав у відставку, щоб уникнути кривавої сутички.

## Після усунення від влади
Відставка генерала Овандо, який переховувався у посольстві Аргентини, не попередила кривавих боїв із застосуванням танків та авіації. Потім генерал Хуан Хосе Торрес, який прийшов до влади, призначив його послом в Іспанії. Проте 1971 року уряд генерала Торреса порушив проти Альфредо Овандо справу за звинуваченням в організації убивства президента Барр'єнтоса. Овандо, який перебував в Іспанії, відмовився повернутись на батьківщину, щоб стати перед судом і склав із себе повноваження посла в Мадриді. Коли Торреса було скинуто, уряд нового президента Гуго Бансера звинуватив Овандо у фінансових зловживаннях і той залишився жити в еміграції.

## Останні роки
Альфредо Овандо повернувся до Болівії 1978 року й виступив на підтримку передвиборчого блоку лівих партій Фронту демократичної та народної єдності (ісп. Frente de Union Democratica Popular) Ернана Сілеса Суасо. Він засудив переворот 1980 року, який відрізав Ернану Сілесу, який переміг на виборах, шлях до влади.
Альфредо Овандо помер 24 січня 1982 року в Ла-Пасі від шлункової хвороби. «New-York Times», яка повідомила 26 січня 1982 року про його смерть у короткій статті, передусім згадала його роль у розгромі загону Ернесто Че Гевари та його убивство.
За десять місяців військовики добровільно передали владу Сілесу Суасо, на підтримку якого виступав Овандо.